# Cercles
Cercles est une ancienne commune française située dans le département de la Dordogne, en région Nouvelle-Aquitaine.
Au 1er janvier 2017, elle fusionne avec La Tour-Blanche pour former la commune nouvelle de La Tour-Blanche-Cercles.

## Géographie

### Généralités

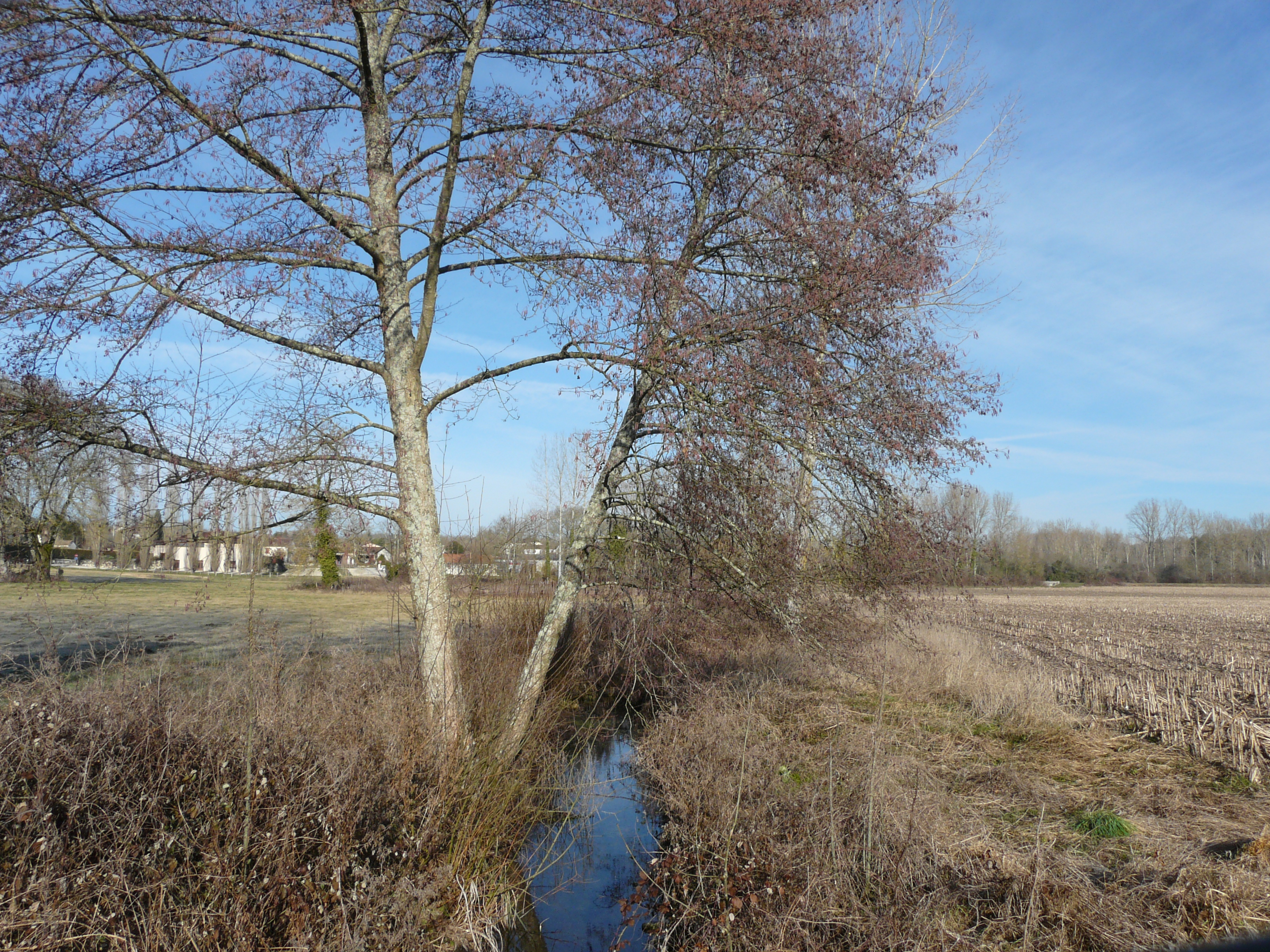
La Julie marque la limite entre La Tour-Blanche (à gauche) et Cercles.

Au nord-ouest du département de la Dordogne, la commune déléguée de Cercles fait partie de la commune nouvelle de La Tour-Blanche-Cercles. Elle s'étend sur 15,07 km2. Attenante à la commune de Léguillac-de-Cercles, elle se trouve ainsi en limite extérieure du parc naturel régional Périgord-Limousin. Elle est arrosée par un sous-affluent de la Dronne, la Julie, qui prend sa source au nord du territoire communal.
L'altitude minimale, 114 mètres, se trouve au lieu-dit le Moulin du Bost, là où le Buffebale (nom de la partie aval de la Julie) quitte la commune et entre sur celle de Saint-Just. L'altitude maximale avec 211 mètres est localisée au nord-nord-est, en forêt de Saint-James, à proximité de la commune de Léguillac-de-Cercles, au lieu-dit le Reclaud.
Le village de Cercles, à l'écart des principales routes, se situe, en distances orthodromiques, quatorze kilomètres à l'ouest de Brantôme et seize kilomètres au nord-nord-est de Ribérac. À un kilomètre maximum du village, les routes départementales 2, 84 et 99 desservent le territoire communal.

### Géologie
La commune est, avec Chapdeuil, située sur le sommet de l'anticlinal de La Tour-Blanche, sur un îlot de calcaire jurassique entouré de crétacé appelé boutonnière en géologie.

### Communes limitrophes

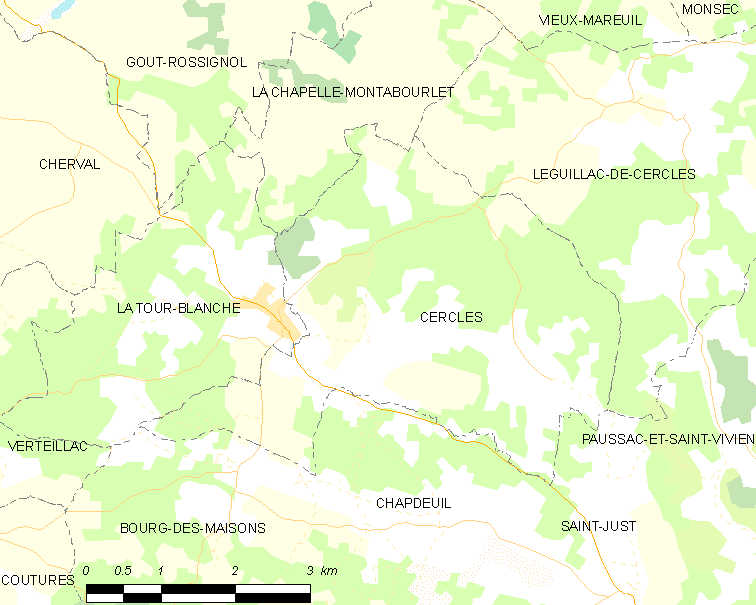
Carte de Cercles et des communes avoisinantes en 2016.

En 2016, année précédant la création de la commune nouvelle de La Tour-Blanche-Cercles, Cercles était limitrophe de six autres communes. À l'est, le territoire de Paussac-et-Saint-Vivien était distant d'environ 600 mètres.
|                   | La Chapelle-Montabourlet |                      |
| La Tour-Blanche   | Cercles                  | Léguillac-de-Cercles |
| Bourg-des-Maisons | Chapdeuil                | Saint-Just           |

## Urbanisme

### Villages, hameaux et lieux-dits
Outre le bourg de Cercles proprement dit, le territoire se compose d'autres villages ou hameaux, ainsi que de lieux-dits :
- la Bernerie
- la Besse
- Bois de Gagnole
- Bois de Halas
- la Bonnetie
- la Calonie
- la Cavaille
- les Chapelles
- le Claud
- le Clos du Léchou
- le Cluzeau
- Combe de la Berche
- la Coulaude
- l'Enrequis
- les Fayes
- Fongrenon
- Forêt de Saint-James
- Gagnole
- la Garenne
- la Geyrie
- les Grandes Terres
- la Grange
- les Grèzes
- la Marteille
- le Maumasson
- le Moulin de la Bernerie
- le Moulin de Gonlain
- le Picadier
- la Pouge
- la Rambaudie
- le Reclaud
- la Roche
- à Soulat
- chez Tézy
- Verchiat.

## Toponymie
Le nom du lieu est tiré de l'occitan cercle et correspond à la forme circulaire initiale du village.
En occitan, la commune porte le nom de Cercle.

## Histoire
La première mention écrite connue du lieu date de 1169 sous la forme latine Circulum.
De 2019 à 2024, une campagne de fouilles archéologiques a permis d'étudier un cluzeau au lieu-dit Chez Tézy ; il en ressort qu'il date de la période du XIIe au XVe siècle et qu'il ne servait pas de refuge mais de souterrain agricole.
En 1825, la commune voisine de La Chapelle-Montabourlet est intégrée à la commune de Cercles à la suite d'une fusion. Elle s'en sépare en 1877.
Au 1er janvier 2017, Cercles fusionne avec La Tour-Blanche pour former la commune nouvelle de La Tour-Blanche-Cercles dont la création a été entérinée par l'arrêté du 26 septembre 2016, entraînant la transformation des deux anciennes communes en « communes déléguées ».

## Politique et administration

### Rattachements administratifs et électoraux
Dès 1790, la commune de Cercles a été rattachée au canton de La Tour Blanche qui dépendait du district de Ribérac jusqu'en 1795, date de suppression des districts. Lorsque ce canton est supprimé par la loi du 8 pluviôse an IX (28 janvier 1801) portant sur la « réduction du nombre de justices de paix », la commune est rattachée au canton de Verteillac dépendant de l'arrondissement de Ribérac jusqu'en 1926, puis de l'arrondissement de Périgueux.
Dans le cadre de la réforme de 2014 définie par le décret du 21 février 2014, ce canton disparaît aux élections départementales de mars 2015. La commune est alors rattachée au canton de Ribérac.

### Intercommunalité
Fin 2000, Cercles rejoint la communauté de communes du Verteillacois créée quatre ans plus tôt. Celle-ci est dissoute au 31 décembre 2013 et remplacée au 1er janvier 2014 par la communauté de communes du Pays Ribéracois, renommée en 2019 communauté de communes du Périgord Ribéracois.

### Administration municipale
La population de la commune étant comprise entre 100 et 499 habitants au recensement de 2011, onze conseillers municipaux ont été élus en 2014,. Ceux-ci sont membres d'office du  conseil municipal de la commune nouvelle de La Tour-Blanche-Cercles, jusqu'au renouvellement des conseils municipaux français de 2020.

### Liste des maires puis des maires délégués

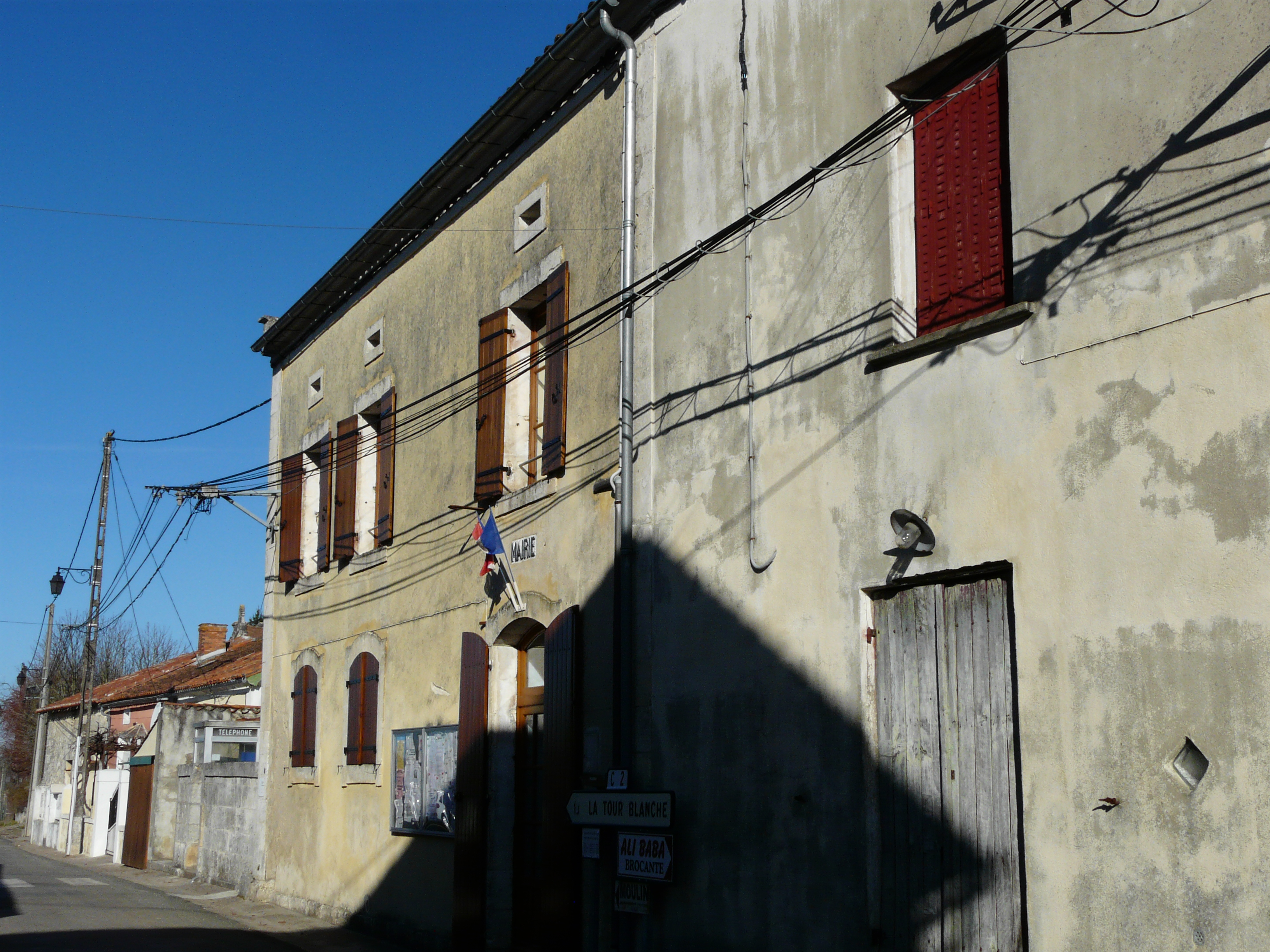
La mairie.

| Période                                  | Période       | Identité                          | Étiquette | Qualité            |
| ---------------------------------------- | ------------- | --------------------------------- | --------- | ------------------ |
| Les données manquantes sont à compléter. |               |                                   |           |                    |
| 1791                                     |               | Jousseu                           |           |                    |
| 1793                                     |               | Durand                            |           |                    |
| 1806                                     |               | De Jovelle, père                  |           |                    |
| 1813                                     |               | Jean Noël Dejean de Jovelle, fils |           | Conseiller général |
| 1844                                     |               | Pierre Chaumette                  |           |                    |
| 1848                                     |               | Chevrier Labrousse                |           |                    |
| 1848                                     |               | Sicaire Puygauthier               |           |                    |
| 1849                                     |               | Philibert Champarnaud             |           |                    |
| 1855                                     |               | Sicaire Puygauthier               |           |                    |
| 1857                                     |               | De Galard de Béarn                |           |                    |
| 1871                                     |               | Mége                              |           |                    |
| 1880                                     |               | Debets                            |           |                    |
| 1884                                     | mai 1888      | Malavergne                        |           | Négociant          |
| mai 1888                                 | ?             | Pierre Philippe Ducher            |           |                    |
| mai 1892                                 | 1892          | Jean Malavergne                   |           |                    |
| 1892                                     | décembre 1892 | Délégation spéciale               |           |                    |
| décembre 1892                            | 1895          | Ferdinand Parcellier              |           | Négociant          |
| octobre 1895                             | mai 1896      | Noël Bidanchou                    |           |                    |
| mai 1896                                 | 1896 ou 1897  | Sicaire Charpentier               |           |                    |
| janvier 1897                             | 1919          | Jean Malavergne                   |           | Négociant          |
| avril 1919                               | décembre 1919 | Jean Lacour                       |           |                    |
| décembre 1919                            | 1921 ou 1922  | Jean Malavergne                   |           |                    |
| janvier 1922                             | mai 1925      | Pierre Milet                      |           |                    |
| mai 1925                                 | mai 1935      | Basile Pierre Durand              |           |                    |
| mai 1935                                 | mai 1953      | François Mazières                 |           |                    |
| mai 1953                                 | mars 1983     | Marcel Blois                      |           |                    |
| mars 1983                                | juin 1995     | Paul Pichon                       |           |                    |
| juin 1995                                | mars 2008     | Bernard Leneutre                  |           |                    |
| mars 2008                                | avril 2014    | Francis Jarreton                  | SE        | Agriculteur        |
| avril 2014                               | décembre 2016 | Daniel Bonnefond                  |           |                    |

| Période      | Période  | Identité         | Étiquette | Qualité |
| ------------ | -------- | ---------------- | --------- | ------- |
| janvier 2017 | mai 2020 | ?                |           |         |
| mai 2020     | En cours | Marielle Pautrot |           |         |

### Jumelages

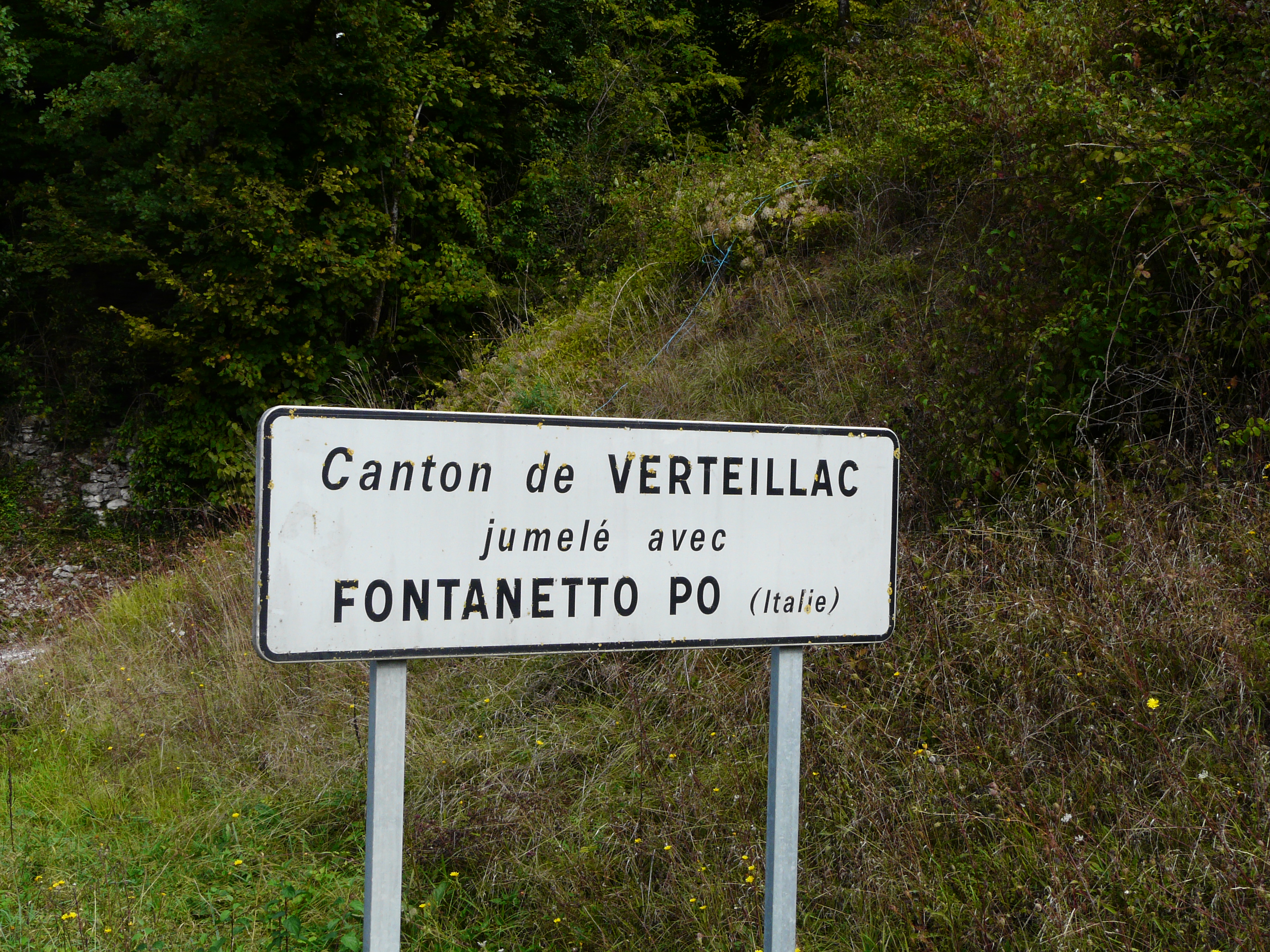
Panneau de jumelage du canton avec Fontanetto Po.

L'ensemble des communes de l'ancien canton de Verteillac, dont faisait partie Cercles, est jumelé avec la commune italienne de Fontanetto Po depuis 1988.

## Population et société

### Démographie
Les habitants de Cercles se nomment les Cerclois.
En 2016, dernière année en tant que commune indépendante, Cercles comptait 197 habitants. À partir du XXIe siècle, les recensements des communes de moins de 10 000 habitants ont lieu tous les cinq ans (2006, 2011, 2016 pour Cercles). Depuis 2006, les autres dates correspondent à des estimations légales.
Au 1er janvier 2022, la commune déléguée de Cercles compte 169 habitants.
| 1793 | 1800 | 1806 | 1821 | 1831 | 1836 | 1841 | 1846 | 1851 |
| ---- | ---- | ---- | ---- | ---- | ---- | ---- | ---- | ---- |
| 399  | 584  | 628  | 680  | 913  | 884  | 837  | 873  | 830  |

| 1856 | 1861 | 1866 | 1872 | 1876 | 1881 | 1886 | 1891 | 1896 |
| ---- | ---- | ---- | ---- | ---- | ---- | ---- | ---- | ---- |
| 833  | 786  | 780  | 720  | 698  | 509  | 504  | 491  | 419  |

| 1901 | 1906 | 1911 | 1921 | 1926 | 1931 | 1936 | 1946 | 1954 |
| ---- | ---- | ---- | ---- | ---- | ---- | ---- | ---- | ---- |
| 365  | 365  | 352  | 300  | 315  | 286  | 322  | 257  | 229  |

| 1962 | 1968 | 1975 | 1982 | 1990 | 1999 | 2006 | 2011 | 2016 |
| ---- | ---- | ---- | ---- | ---- | ---- | ---- | ---- | ---- |
| 218  | 231  | 183  | 187  | 207  | 173  | 174  | 202  | 197  |

#### Remarque
Les recensements de 1831 à 1876 inclus font ressortir un nombre d'habitants plus important, dû à la population de la commune de La Chapelle-Montabourlet, qui avait alors fusionné avec Cercles.

### Enseignement
Cercles est organisée en regroupement pédagogique intercommunal (RPI) avec la commune voisine de La Tour-Blanche au niveau des classes de maternelle et de primaire. Les classes de cours élémentaire (CE1 et CE2) et de cours moyen (CM1 et CM2) sont assurées à Cercles.

## Économie
Les données économiques de Cercles sont incluses dans celles de la commune nouvelle de La Tour-Blanche-Cercles.

## Patrimoine culturel

### Lieux et monuments

#### Patrimoine civil ou militaire
- Principalement accessible depuis le bourg de La Tour-Blanche, le moulin des Terres blanches, anciennement appelé moulin de la Coulaude, est situé sur la commune de Cercles[21]. Propriété de la communauté de communes du Verteillacois et entretenu par l'association des Amis du Moulin, il daterait du XIVe siècle[21] et a été restauré en 2007. Ouvert au public, il fabrique de la farine.
- Château de Fongrenon, XVIIe siècle[22].
- Manoir de la Bernerie, XVIIe siècle[23].
- Manoir de la Calonie du XIIIe siècle[24]
- Colombier de la Calonie[25].
- Colombier de l'Enrequis[26].

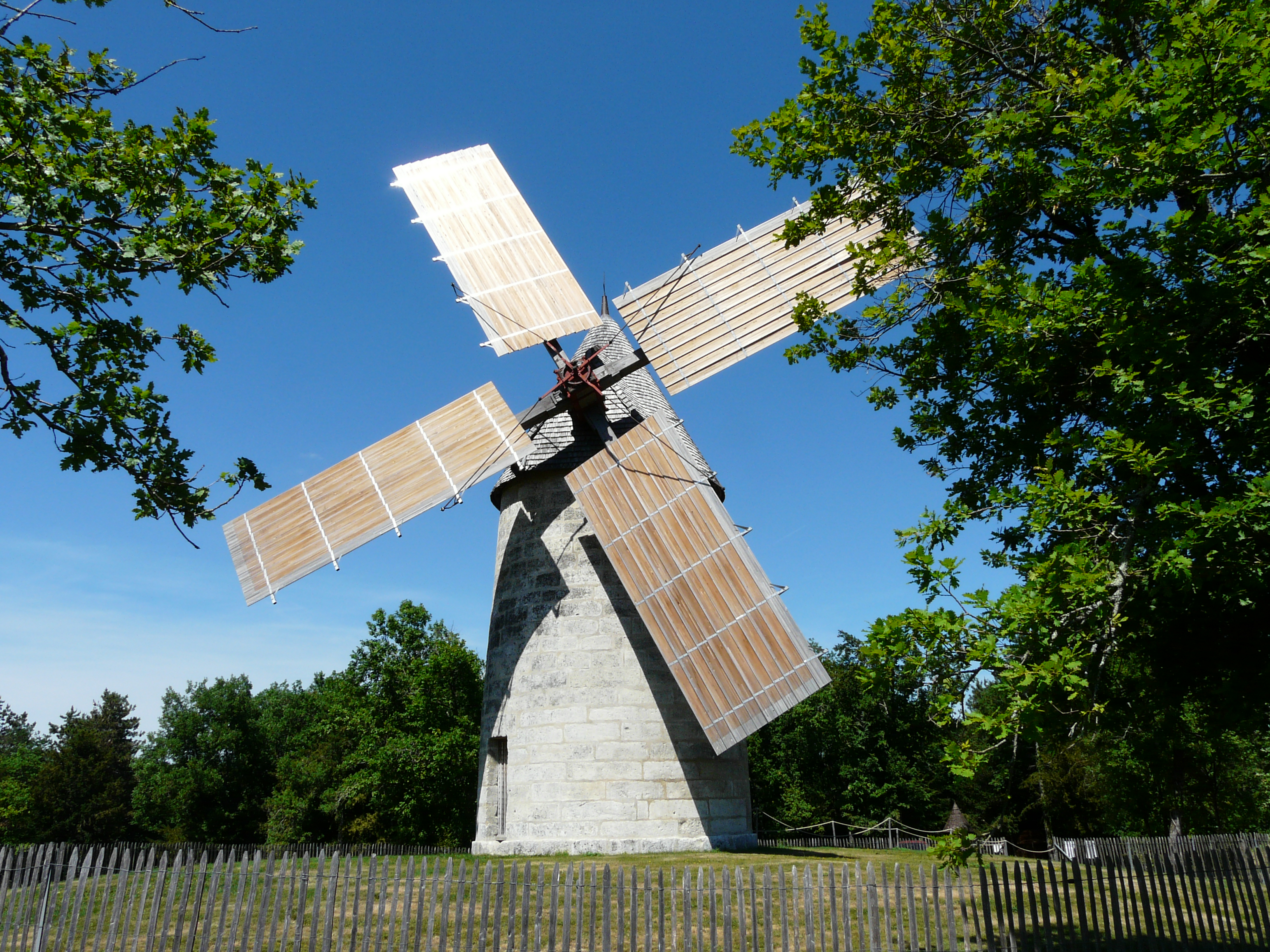
Le moulin à vent des Terres blanches.
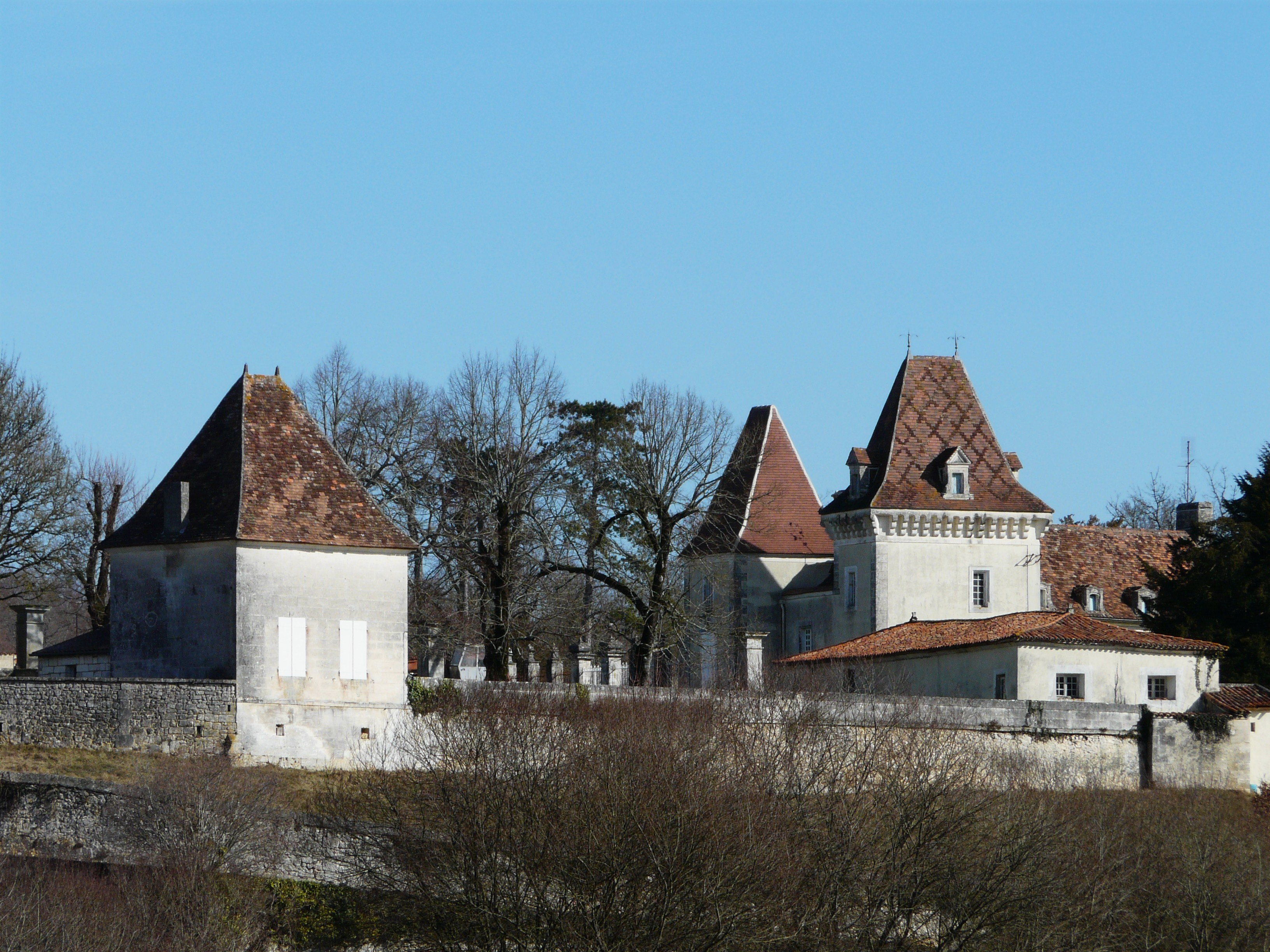
Le château de Fongrenon.
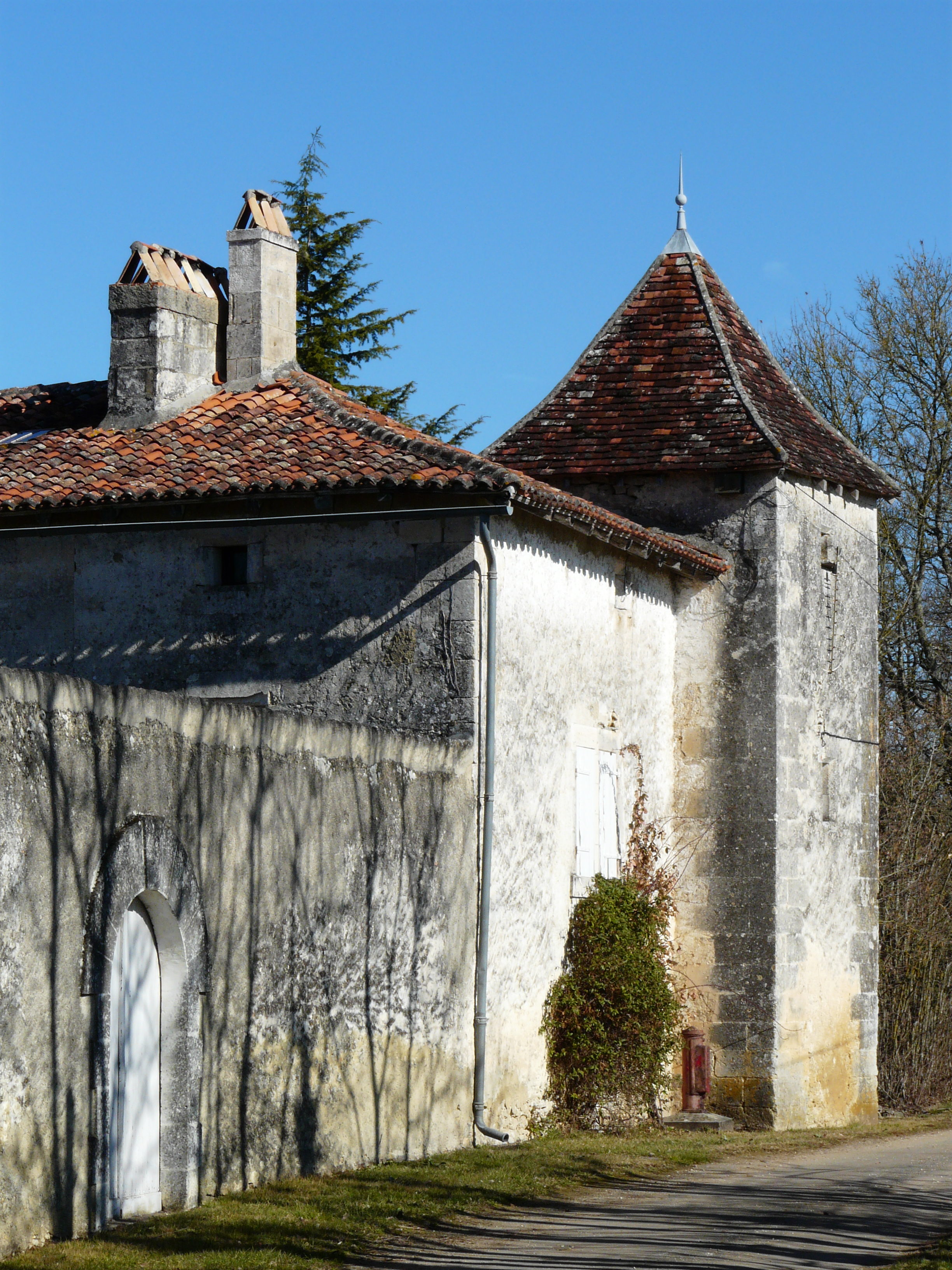
Le manoir de la Bernerie.
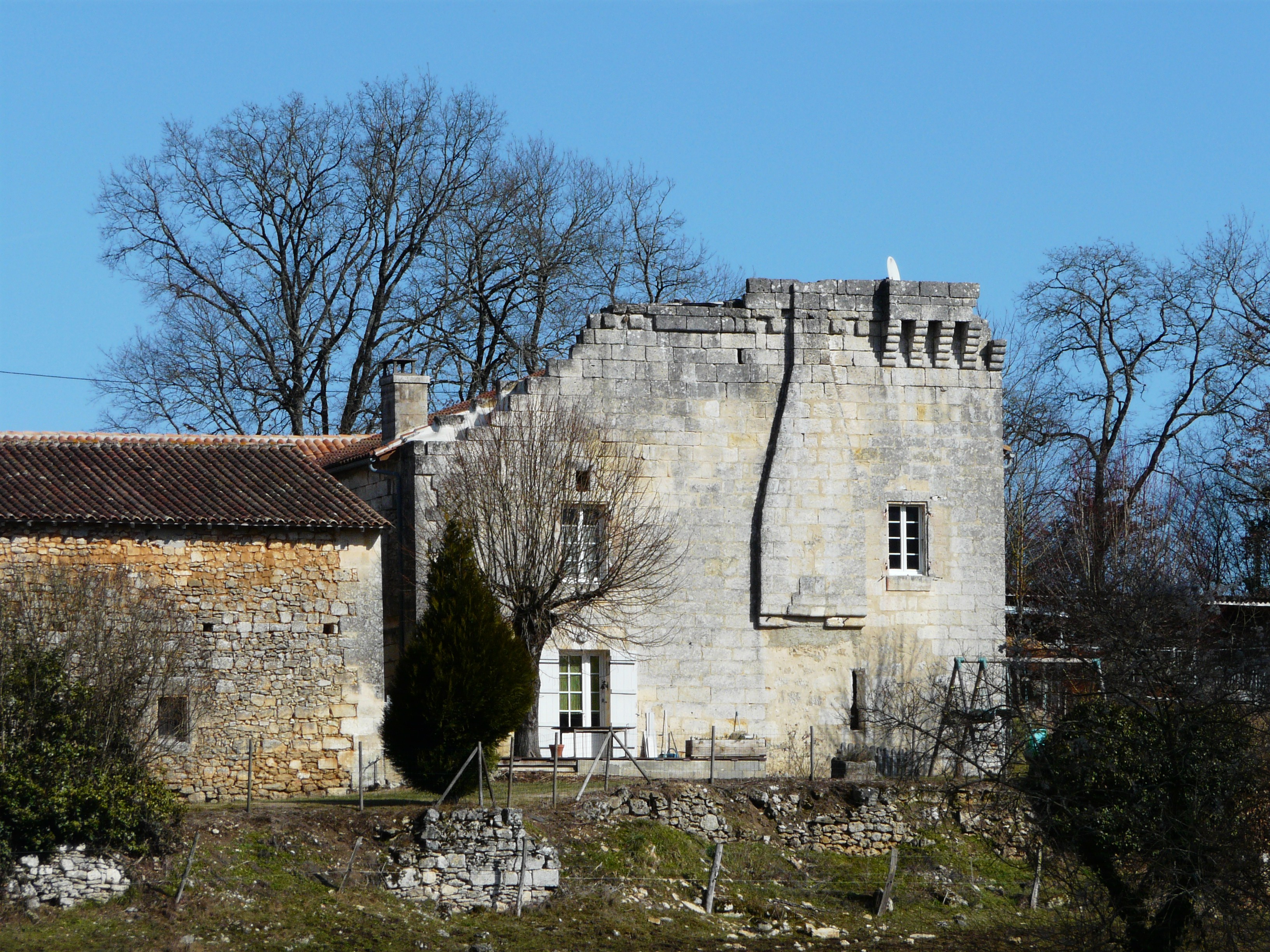
Le mur sud du manoir de la Calonie.
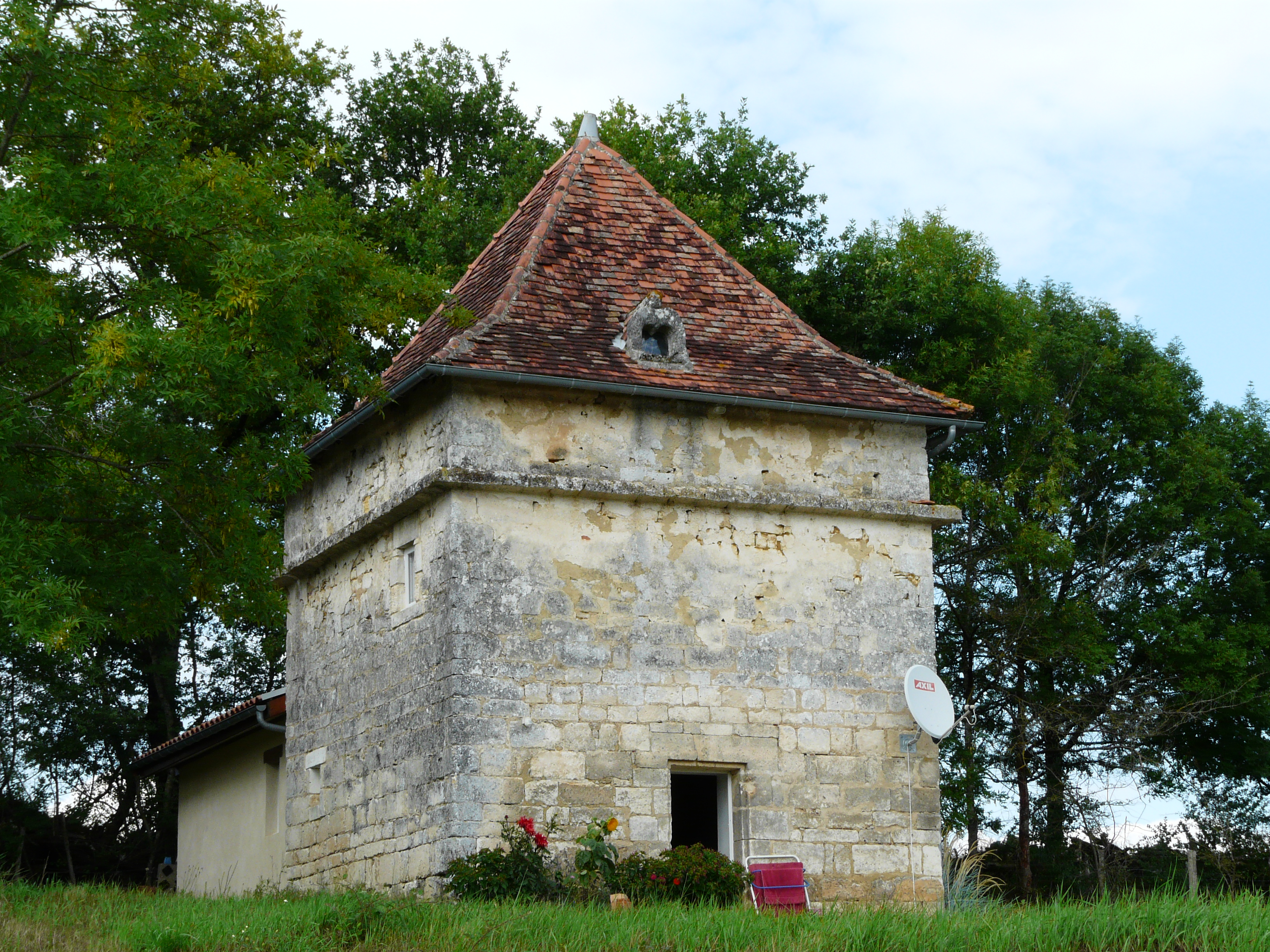
Le colombier de la Calonie.
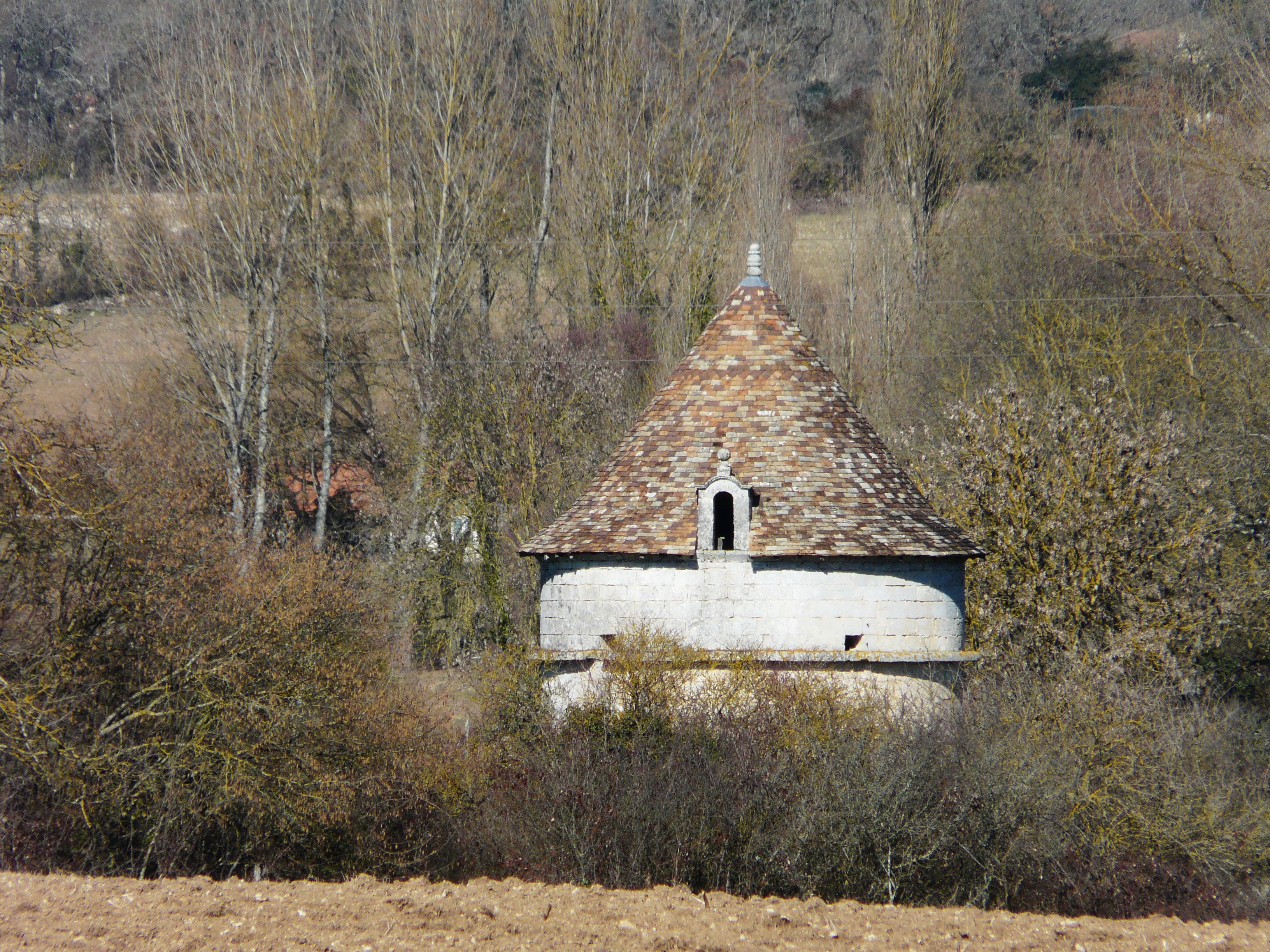
Le colombier de l'Enrequis.

#### Patrimoine religieux
- Ancien prieuré datant du XIIe siècle[27], l'église Saint-Cybard, fortifiée, est classée au titre des monuments historiques depuis 1840[28].
- Dans le village de Cercles, sur moins d'un hectare, le vieux cimetière attenant à l'église Saint-Cybard est un site classé depuis 1993[29].
- Chapelle Notre-Dame-de-Pitié du XIXe siècle[30].

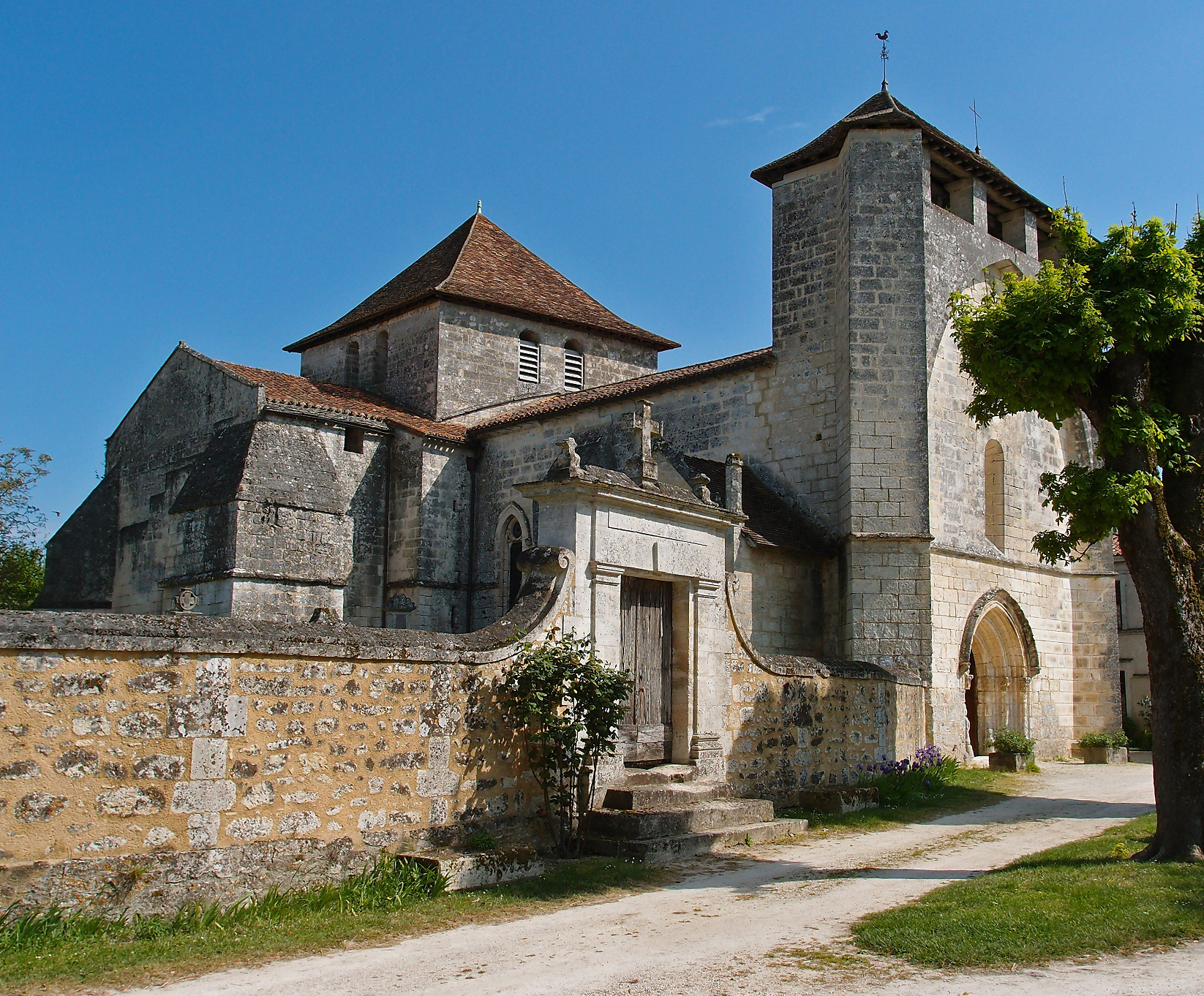
L'église Saint-Cybard.
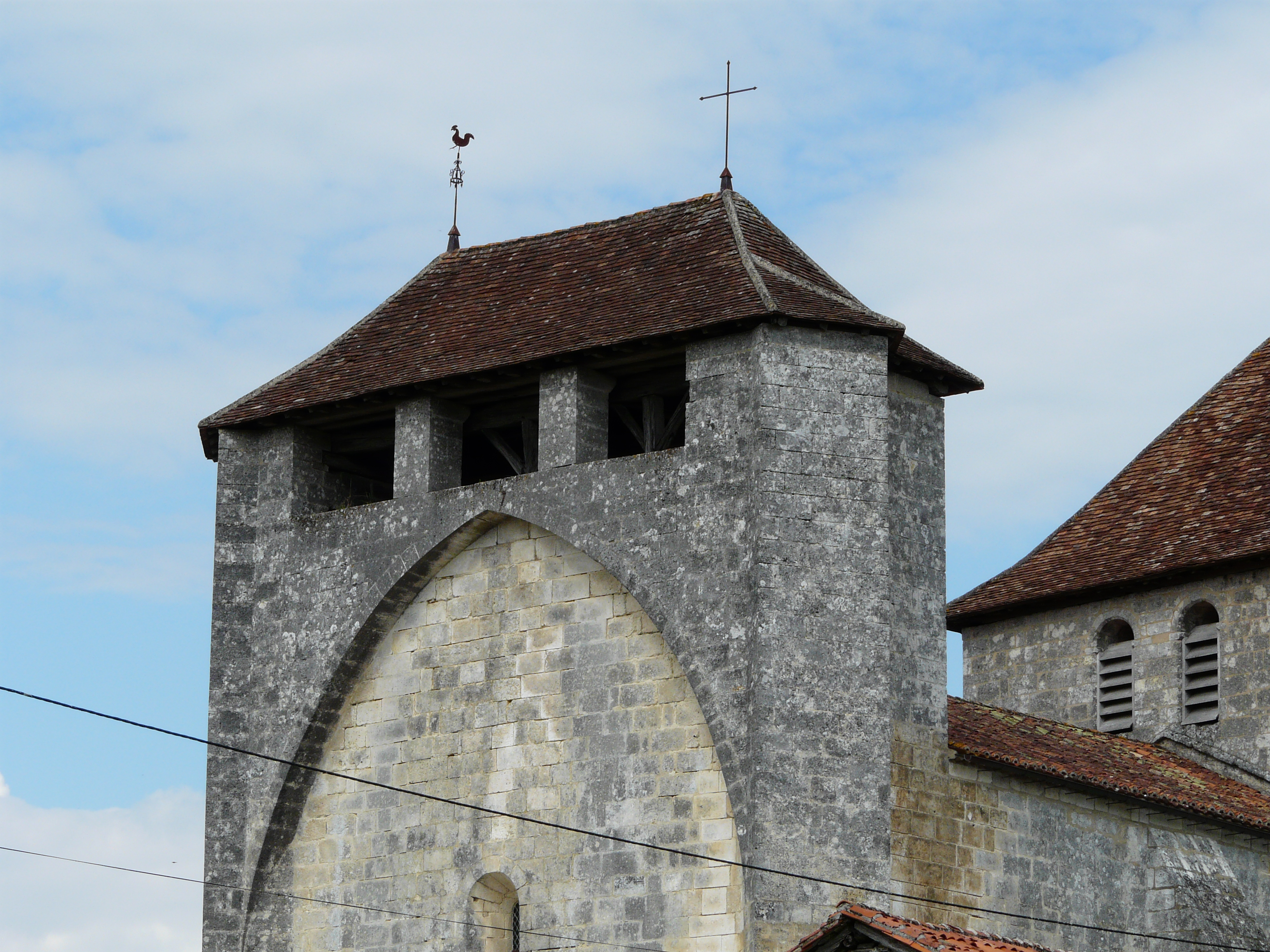
Partie supérieure du donjon-porche de l'église.
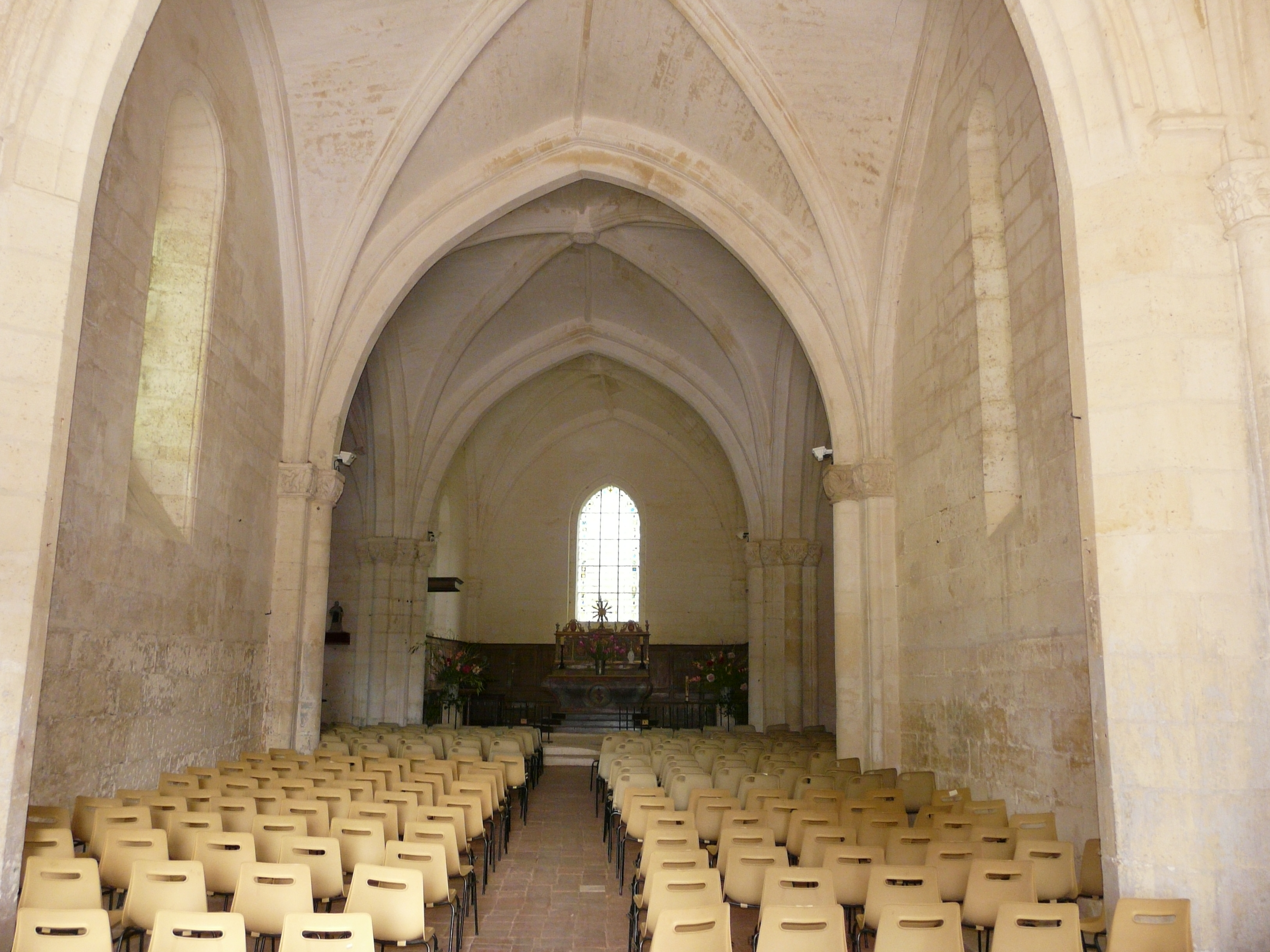
La nef.
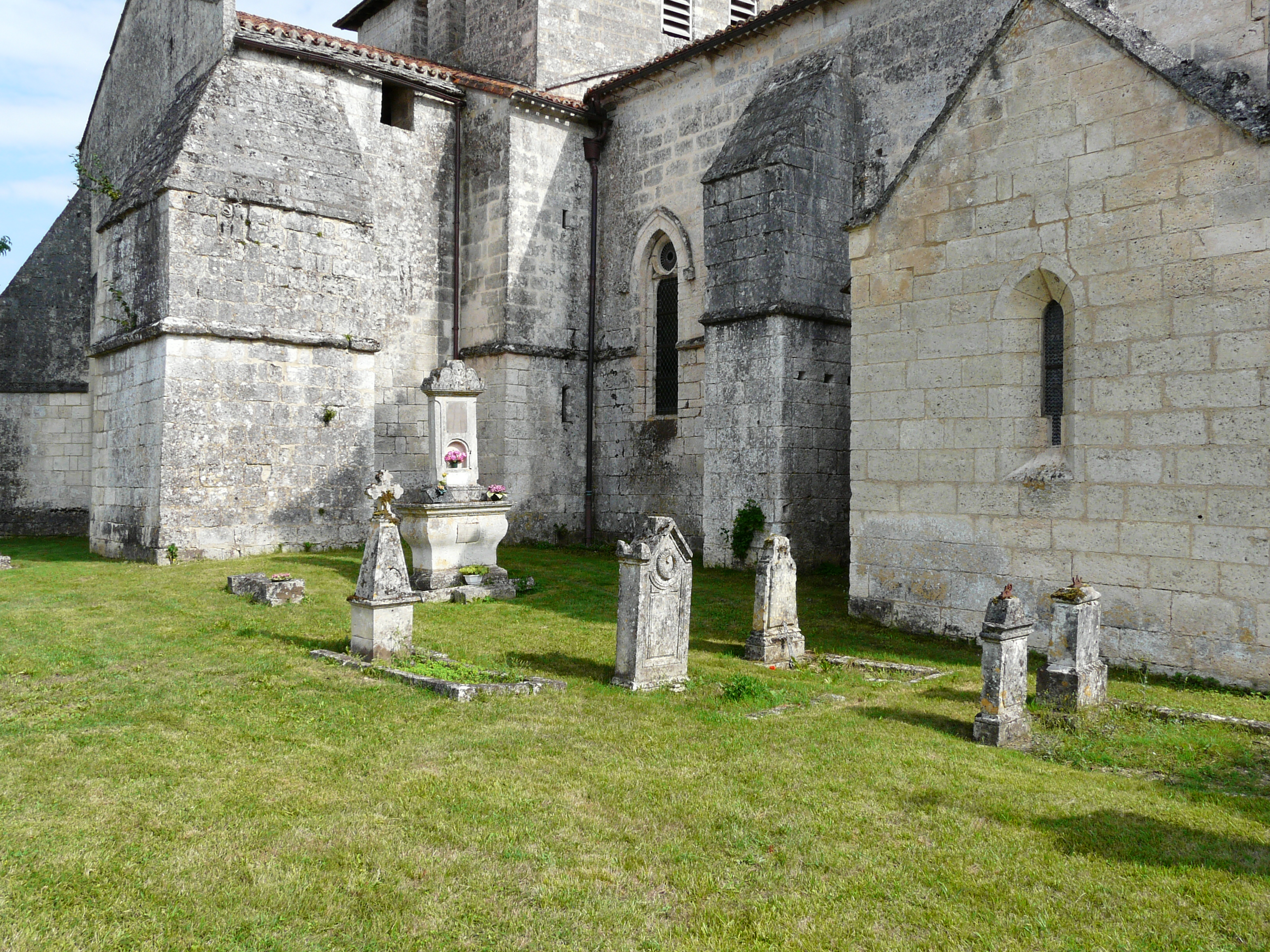
Tombes dans le vieux cimetière.
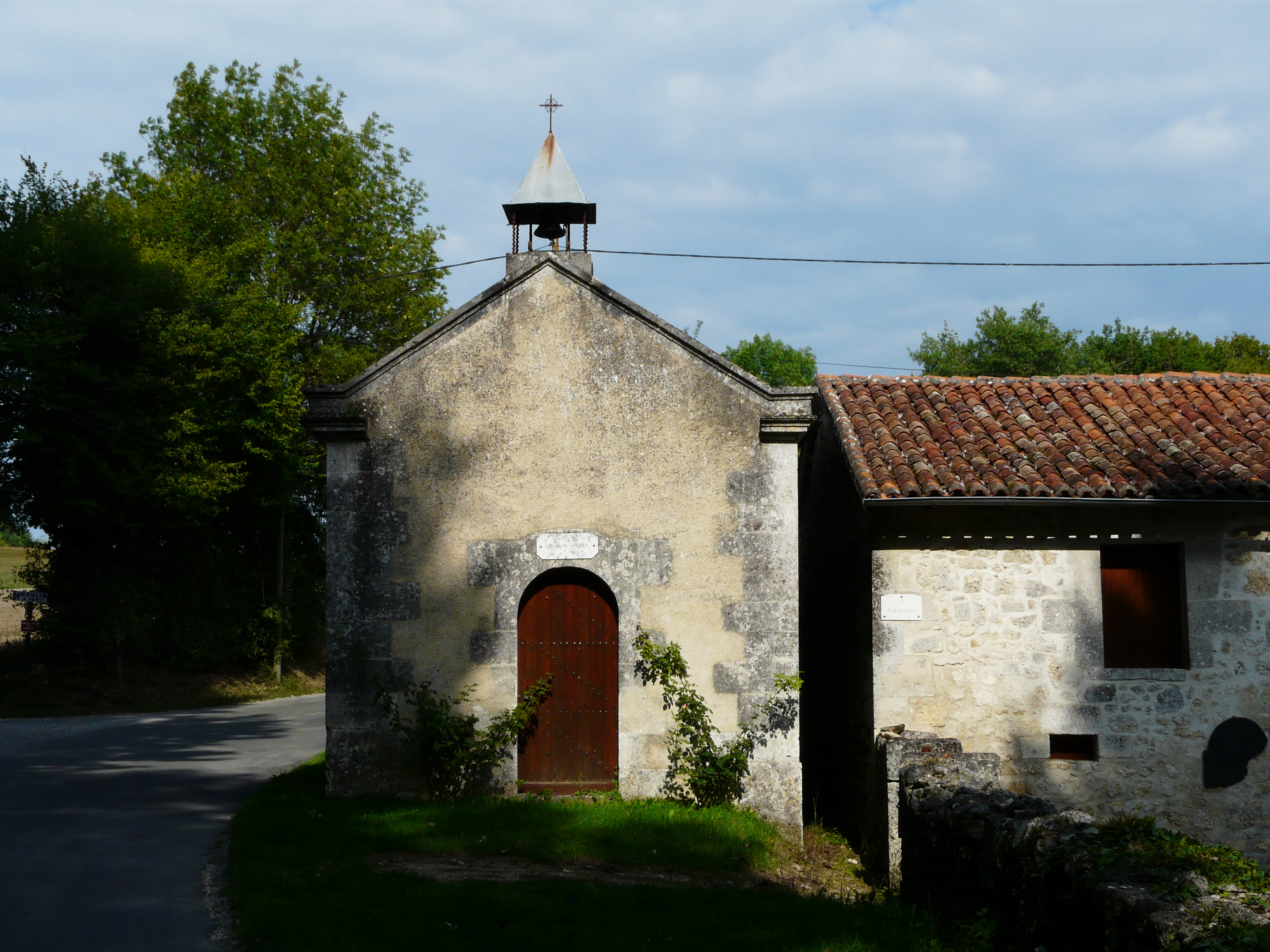
La chapelle Notre-Dame-de-Pitié.
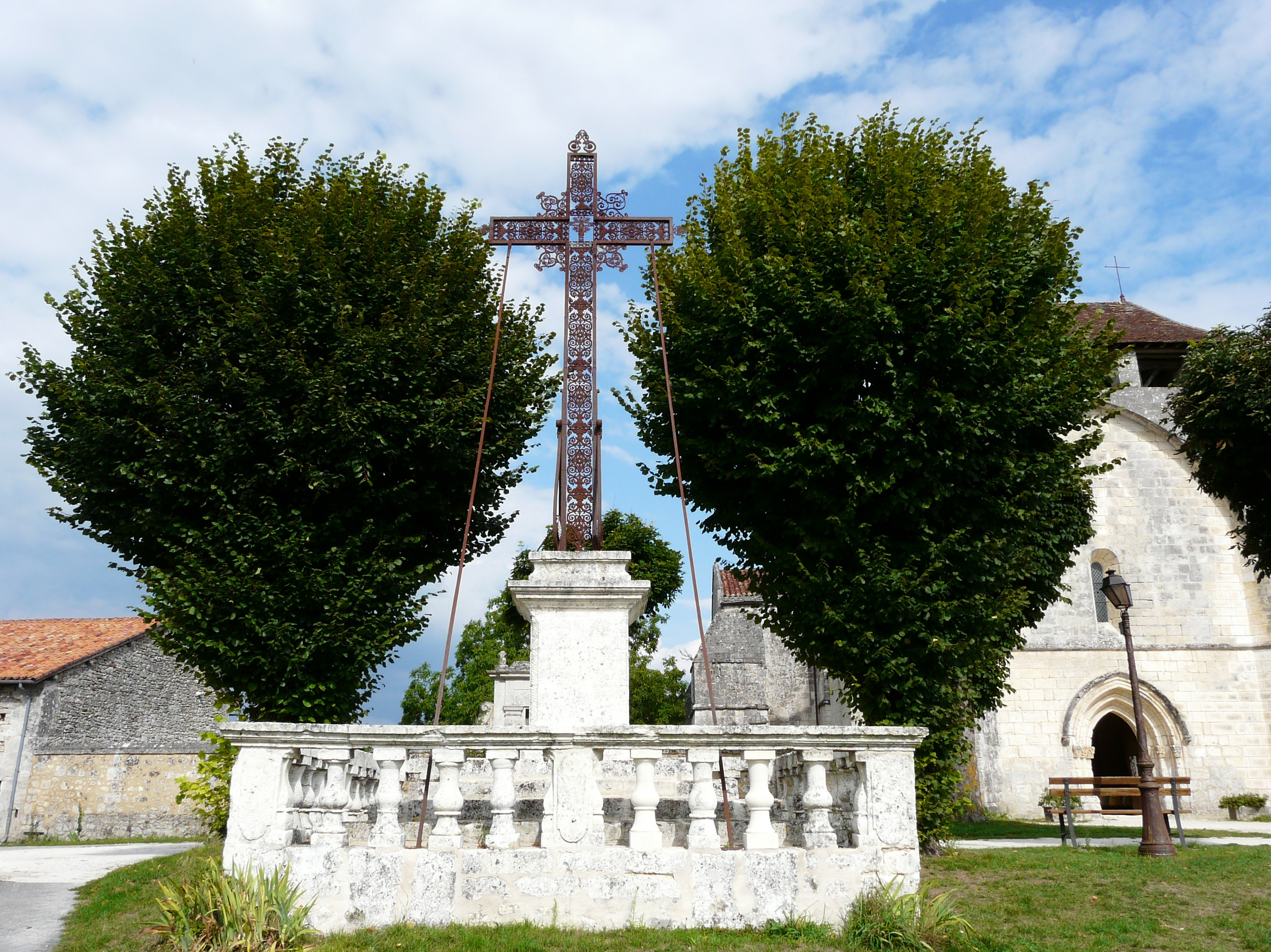
Croix monumentale devant l'église.